# Tachygyna coosi
Tachygyna coosi là một loài nhện trong họ Linyphiidae.
Loài này thuộc chi Tachygyna. Tachygyna coosi được Alfred Frank Millidge miêu tả năm 1984.